# Garcia Fernandes
Garcia Fernandes (n.  ?, Portugalia – d. 1565, Portugalia) a fost un pictor renascentist portughez. Ca mulți pictori ai vremii, Garcia Fernandes a fost elev în atelierul de la Lisabona al lui Jorge Afonso, care a fost pictorul curții regelui Manuel I.
În anii 1530 a lucrat la Coimbra pentru mănăstirile din Santa Clara-a-Velha și din Santa Cruz. În 1533 și 1534, împreună cu Cristóvão de Figueiredo și Gregório Lopes, el a fost responsabil pentru cele trei altare pictate ale Mănăstirii Ferreirim, lângă Lamego. Mai târziu, a pictat panouri pentru transeptul Bisericii Sf. Francisc din Évora.
La Lisabona, el a fost responsabilul retablului Conventului Trindade și al panoului Capelei Sf. Bartolomeu din Catedrala din Lisabona (c. 1537), precum și a unei picturi în ulei, Căsătoria Sfântului Alexis (cunoscută cândva drept Căsătoria regelui Manuel al Portugaliei) (1541), aflat acum în Muzeul din São Roque.
Fernandes chiar a pictat retabluuri comandate pentru catedrala din Goa Veche, în India portugheză, pe atunci o parte a Imperiului Portughez.
Garcia Fernandes s-a căsătorit în 1518 și au avut cel puțin nouă copii. Picturile sale pot fi văzute în mai multe biserici și mănăstiri din Portugalia, precum și în Muzeul Național de Artă Antică (Lisabona) și Muzeul Machado de Castro (Coimbra).